# Nyctiphrynus mcleodii
Nyctiphrynus mcleodii é uma espécie de ave da família Caprimulgidae endémica do México.
Os seus habitats naturais são: florestas secas tropicais ou subtropicais e regiões subtropicais ou tropicais úmidas de alta altitude.